# سندی پتی
ساندرا فی «ساندی» پتی (زاده ۱۲ ژوئیه ۱۹۵۶) یک خواننده موسیقی مسیحی آمریکایی است که به خاطر طیف وسیع آواز سوپرانو و انعطاف‌پذیری بیانی‌اش شناخته شده است. پتی در اوکلاهاما سیتی، اوکلاهاما، در خانواده ای نوازنده به دنیا آمد.

## زندگی شخصی
در سال ۲۰۰۹، پتی و خانواده اش از اندرسون، ایندیانا، به اوکلاهاما سیتی، اوکلاهاما نقل مکان کردند. او با دون پسلیس ازدواج کرده است. آنها به عنوان یک خانواده ترکیبی دارای هشت فرزند و هشت نوه هستند. پتی از خیریه‌هایی مانند Charity Music Inc. حمایت کرده است.